# Arnefrid de Friül
Arnefrid (? - Nimis, 663) fou un duc llombard de Friül, fill i successor del duc Llop.
Quan el seu pare va morir en batalla davant els àvars que havien envaït el ducat de Friül a petició del rei llombard Grimuald (qui havia volgut castigar així la rebel·lió del duc), Arnefrid va reclamar per a si el tron ducal. Grimuald, però, estava encara en el ducat amb el seu exèrcit, de manera que Arnefrid, per por, va buscar refugi a prop dels eslaus veïns, a Carnutum. D'aquí va retornar al capdavant de grups eslaus aliats, cap a Itàlia, amb la intenció de recuperar el ducat, però, van ser els mateixos llombards de Friül els que el van aturar i matar prop del castell de Nimis, no lluny de Cividale (663). En el seu lloc, Grimuald va instal·lar com a duc a Vectari (Wechtar).